# 硝酸コバルト(III)
硝酸コバルト(III)（しょうさんコバルト、英語: Cobalt(III) nitrate）は、示性式が Co(NO3)3 で表される無機化合物である。緑色の反磁性固体で、常温で昇華する。

## 構造
この化合物は分子錯体である。3個の二座の硝酸配位子が歪んだ八面体構造を与える。硝酸配位子は平面状である。D3対称で、分子はキラルである。Co-O結合の長さは約 190 pm である。同じ硝酸アニオンのキレート酸素原子によるO-Co-Oの角度は約68度である。四塩化炭素溶液中でも同じ形状が維持されるようである。
三斜晶における結晶構造が知られている。

## 合成と反応
フッ化コバルト(III) (CoF3) と五酸化二窒素 (N2O5) から無水の硝酸コバルト(III)が得られる。40℃の真空昇華で精製できる。
硝酸コバルト(III)は水を酸化し、緑色の水溶液はコバルト(II)イオンの生成と酸素の放出により急速にピンク色に変わる。硝酸コバルト(III)は、炭素原子12個につき1分子の割合でグラファイトに挿入できる。